# Manuel Pietropoli
Manuel Pietropoli (ur. 30 kwietnia 1990) – włoski snowboardzista. Jego najlepszym wynikiem olimpijskim jest 39. miejsce w half-pipe'ie na igrzyskach w Vancouver. Na mistrzostwach świata najlepszy wynik uzyskał na mistrzostwach w Kangwŏn, gdzie zajął 20. miejsce w Big Air. Najlepsze wyniki w Pucharze Świata osiągnął w sezonie 2007/2008, kiedy to zajął 64. miejsce w klasyfikacji generalnej. Jest brązowym medalistą mistrzostw świata juniorów w halfpipe’ie z 2010 r.

## Sukcesy

### Igrzyska olimpijskie
| Miejsce | Dzień     | Rok  | Miejscowość | Konkurencja | Zwycięzca   |
| ------- | --------- | ---- | ----------- | ----------- | ----------- |
| 37.     | 12 lutego | 2006 | Turyn       | Halfpipe    | Shaun White |
| 11.     | 17 lutego | 2010 | Vancouver   | Halfpipe    | Shaun White |

### Mistrzostwa Świata
| Miejsce | Dzień       | Rok  | Miejscowość | Konkurencja | Zwycięzca      |
| ------- | ----------- | ---- | ----------- | ----------- | -------------- |
| 22.     | 19 stycznia | 2007 | Arosa       | Big Air     | Mathieu Crepel |
| 63.     | 20 stycznia | 2007 | Arosa       | Halfpipe    | Mathieu Crepel |
| 25.     | 23 stycznia | 2009 | Kangwŏn     | Halfpipe    | Ryō Aono       |
| 20.     | 24 stycznia | 2009 | Kangwŏn     | Big Air     | Markku Koski   |

### Puchar Świata

#### Miejsca w klasyfikacji generalnej
- 2005/2006 - 178.
- 2006/2007 - 196.
- 2007/2008 - 64.
- 2008/2009 - 72.
- 2009/2010 - 100.

#### Miejsca na podium
1. Bardonecchia – 27 stycznia 2008 (Halfpipe) - 1. miejsce